# Thylacoides sarsi
Thylacoides sarsi is een eenoogkreeftjessoort uit de familie van de Herpyllobiidae. De wetenschappelijke naam van de soort is voor het eerst geldig gepubliceerd in 1912 door Gravier.